# Golpe de Estado en Guinea de 2021
El golpe de Estado en Guinea de 2021 es un golpe militar ocurrido el 5 de septiembre. Tuvo como resultado la captura del presidente del país, Alpha Condé, después de disparos en la capital Conakry. Los miembros de las fuerzas especiales publicaron un video que mostraba a Condé en cautiverio, y el comandante de las fuerzas especiales Mamady Doumbouya lanzó una transmisión en la televisión estatal anunciando la disolución de la constitución y el gobierno.
Después de varias décadas de gobierno autoritario en Guinea, Condé fue el primer líder elegido democráticamente del país. Durante su tiempo en el cargo, Guinea utilizó sus ricos recursos naturales para mejorar la economía, pero la mayor parte de la población del país no ha sentido sus efectos. En 2020, Alpha Condé cambió la constitución con un referéndum para permitirse un tercer mandato, un cambio controvertido que provocó las protestas en Guinea de 2019-2020. Durante el último año del segundo mandato y su tercer mandato, Condé reprimió las protestas y los candidatos de la oposición, algunos de los cuales murieron en prisión, mientras el gobierno luchaba por contener los aumentos de precios en los productos básicos. En agosto de 2021, en un intento de equilibrar el presupuesto, Guinea anunció aumentos de impuestos, recortó el gasto en la policía y el ejército, y aumentó los fondos para la oficina del Presidente y Asamblea Nacional.
El golpe comenzó en la mañana del 5 de septiembre, cuando las Fuerzas Armadas de la República de Guinea rodearon el palacio presidencial de Sekhoutoureah y acordonó el distrito gubernamental más amplio. Después de un tiroteo con las fuerzas progubernamentales, los amotinados, que parecen estar dirigidos por el coronel Mamady Doumbouya de las fuerzas especiales del país, tomaron como rehén al presidente Condé, anunciaron la disolución del gobierno y sus instituciones, anularon la constitución y sellaron las fronteras. Si bien los políticos locales no se han opuesto o apoyado explícitamente el golpe, la toma del poder se encontró con la desaprobación casi universal de los países extranjeros, que han pedido que se detenga el golpe, que los prisioneros sean liberados y que el orden constitucional regrese.
El 1 de octubre de 2021, Mamady Doumbouya prestó juramento como presidente interino.

## Antecedentes

### Política

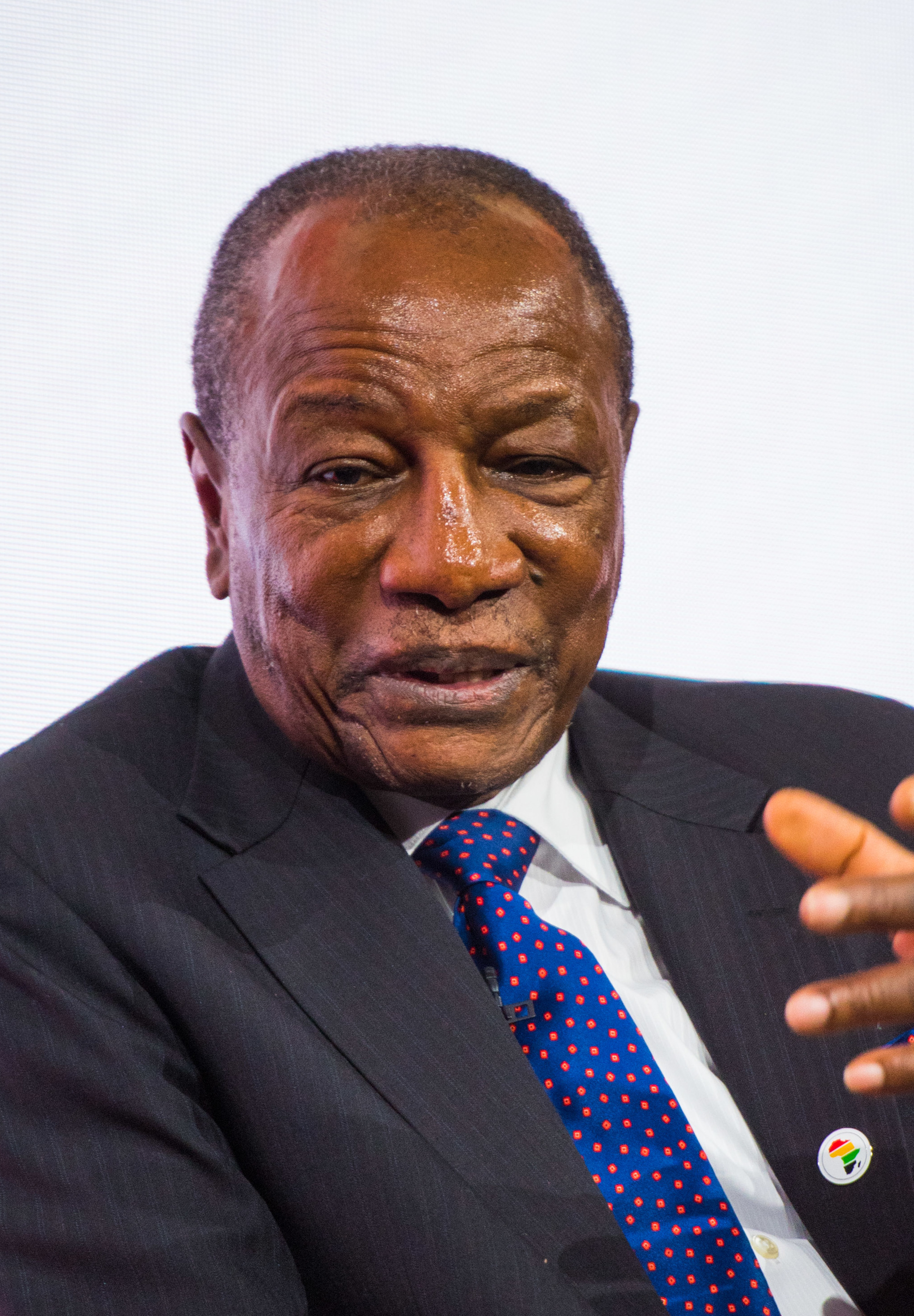
Alpha Condé en 2020

Desde la independencia del país de Francia en 1958 hasta 2010, Guinea fue gobernada por regímenes autoritarios que incluyen “décadas de gobierno corrupto”. En 2008, un golpe militar fue instigado poco después de la muerte de Lansana Conté. El ejército renunció en 2010. Alpha Condé, el primer presidente elegido pacífica y democráticamente para el cargo de Presidente de Guinea, comenzó a gobernar el país en 2010, y fue reelegido en 2015. El país tenía un límite presidencial de dos mandatos, pero el referéndum constitucional de 2020 incluyó una disposición que extendía la duración de los mandatos y permitió a Condé “restablecer” su límite de mandato y buscar dos mandatos más.

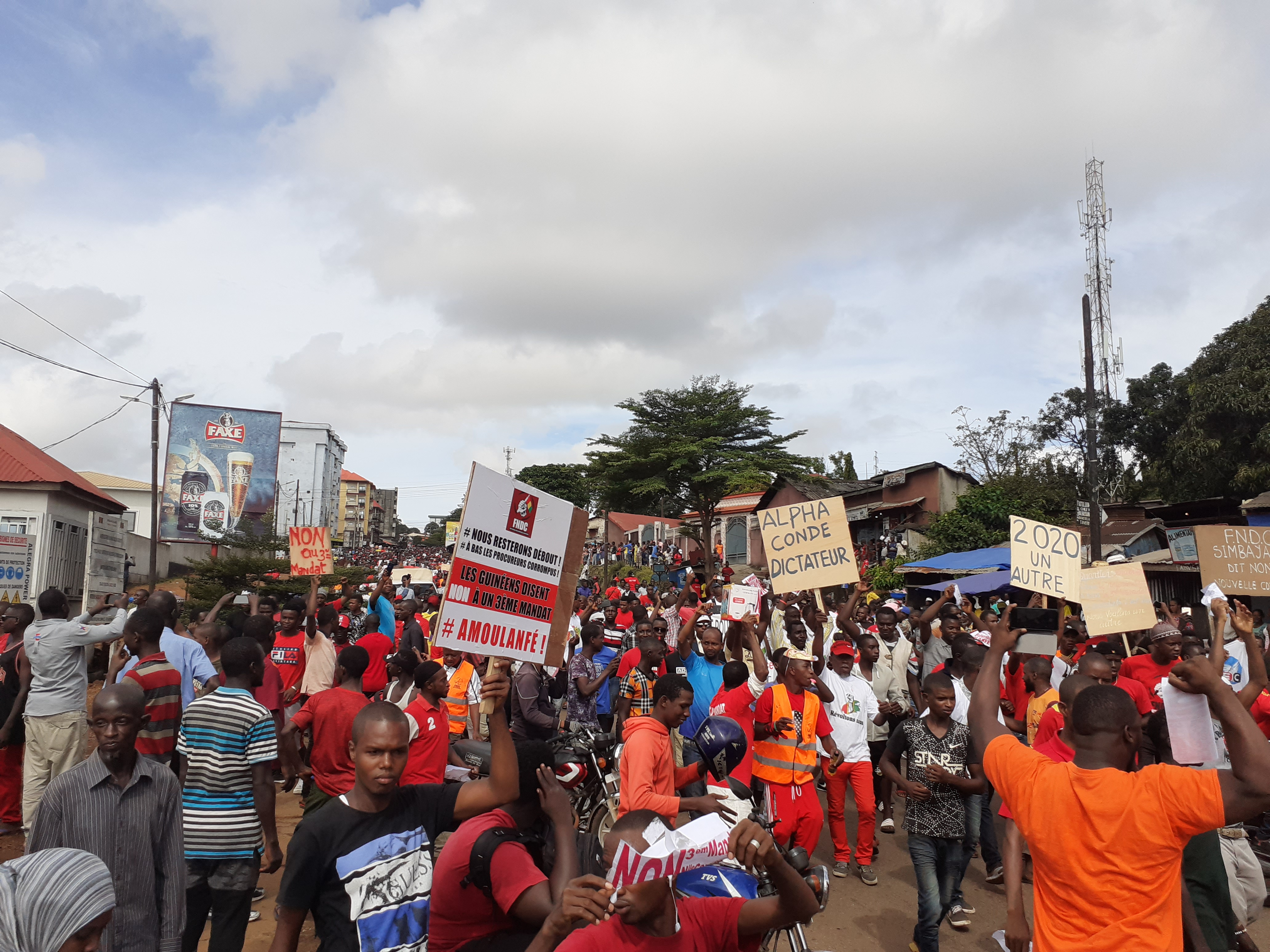
Protestas en Guinea de 2019-2020 contra el gobierno de Alpha Condé

La medida había sido controvertida y provocó protestas masivas antes y después del referéndum, que fueron brutalmente reprimidas, causando más de treinta muertes entre octubre de 2019 y marzo de 2020. Después de que se aprobara la enmienda constitucional, Condé ganó las elecciones presidenciales de 2020 y, por lo tanto, un tercer mandato en el cargo. Esto fue seguido nuevamente por protestas contra el presidente, con candidatos de la oposición acusando a Condé de fraude electoral. Las protestas continuaron durante todo el año y fueron duramente reprimidas por las fuerzas de seguridad, cobrando al menos 12 vidas civiles, incluyendo dos niños en Conakry. Francia se distanció de Condé tras las elecciones de 2020, dejando a China, Egipto, Rusia y Turquía como los pocos países poderosos que continuaron respaldando al Presidente. Esto sucedió cuando otros países de África Occidental y África Central han experimentado una ola de erosión democrática: Chad pasó por su propia toma de poder militar en abril de 2021, Malí tuvo dos derrocamientos de este tipo en un año (en agosto de 2020 y mayo de 2021), mientras que en Costa de Marfil se eligió a un presidente para un tercer mandato en medio de una considerable controversia y acusaciones de fraude.

### Economía
Durante el régimen de Condé, la infraestructura para extraer los extensos recursos minerales de Guinea mejoró, particularmente para bauxita con el estado acordando varios proyectos multimillonarios con empresas chinas para aprovechar nuevas reservas de bauxita y desarrollar una refinería de alúmina. Guinea posee alrededor de una cuarta parte de los depósitos de bauxita del mundo. La extracción de diamantes, hierro y oro aumentó, tras las inversiones en infraestructura ferroviaria a través de acuerdos con la Société Minière de Boké (SMB), un consorcio privado de empresas extranjeras que operan en Guinea, con el gobierno como accionista del 10 por ciento.
En 2019, el gobierno acordó la extensión de una salicio de crédito con el Fondo Monetario Internacional sobre la base de que ejecutarían un superávit fiscal, aumentarían la recaudación de impuestos como parte del PIB, reducirían los subsidios para la gasolina y la electricidad, aumentarían la inversión en infraestructura pública, reducirían los préstamos del banco central y promoverían el desarrollo del sector privado. Siguiendo las recomendaciones de la Tercera Conferencia Internacional de las Naciones Unidas sobre Financiamiento para el Desarrollo en Addis Abeba en octubre de 2019, Condé anunció que el 15% de los ingresos mineros se dedicaría a la Agencia Nacional para el Financiamiento de las Comunidades Locales para impulsar el gobierno local, así como la introducción de medidas para aumentar la recaudación de impuestos del 13% al 15% del PIB. Este programa no logró obtener beneficios financieros inmediatos para la mayoría de los ciudadanos, ya que el 60% de la fuerza laboral sigue trabajando en el sector agrícola, y las comunidades alrededor de las minas no están siendo compensadas adecuadamente por las pérdidas de tierra, agua y salud relacionadas con la extracción de minerales.
El precio del pan en Guinea alcanzó nuevos máximos: las malas cosechas en Rusia y Canadá causaron un aumento en los precios en los mercados mundiales y Guinea se vio afectada debido a su dependencia de las importaciones de trigo. Como resultado, en enero de 2021, el gobierno acordó con el Sindicato Nacional de Panaderos establecer el precio del pan en un nivel más alto, pero rápidamente dio marcha atrás en medio de una protesta pública por un pan de 250 gramos que aumentó de 1500 a 2000 franco guineanos. Esto llevó a la escasez de pan en Nzérékoré porque los panaderos se negaron a producir pan a los precios regulados anteriores, dados los mayores costos tanto del trigo como del azúcar. Después de diez días de enfrentamiento entre los panaderos y el gobierno de la prefectura, las autoridades otorgaron permiso para vender el pan a 4.000 francos. También se reportaron aumentos similares en otras partes del país. Como resultado, se produjo el descontento público.

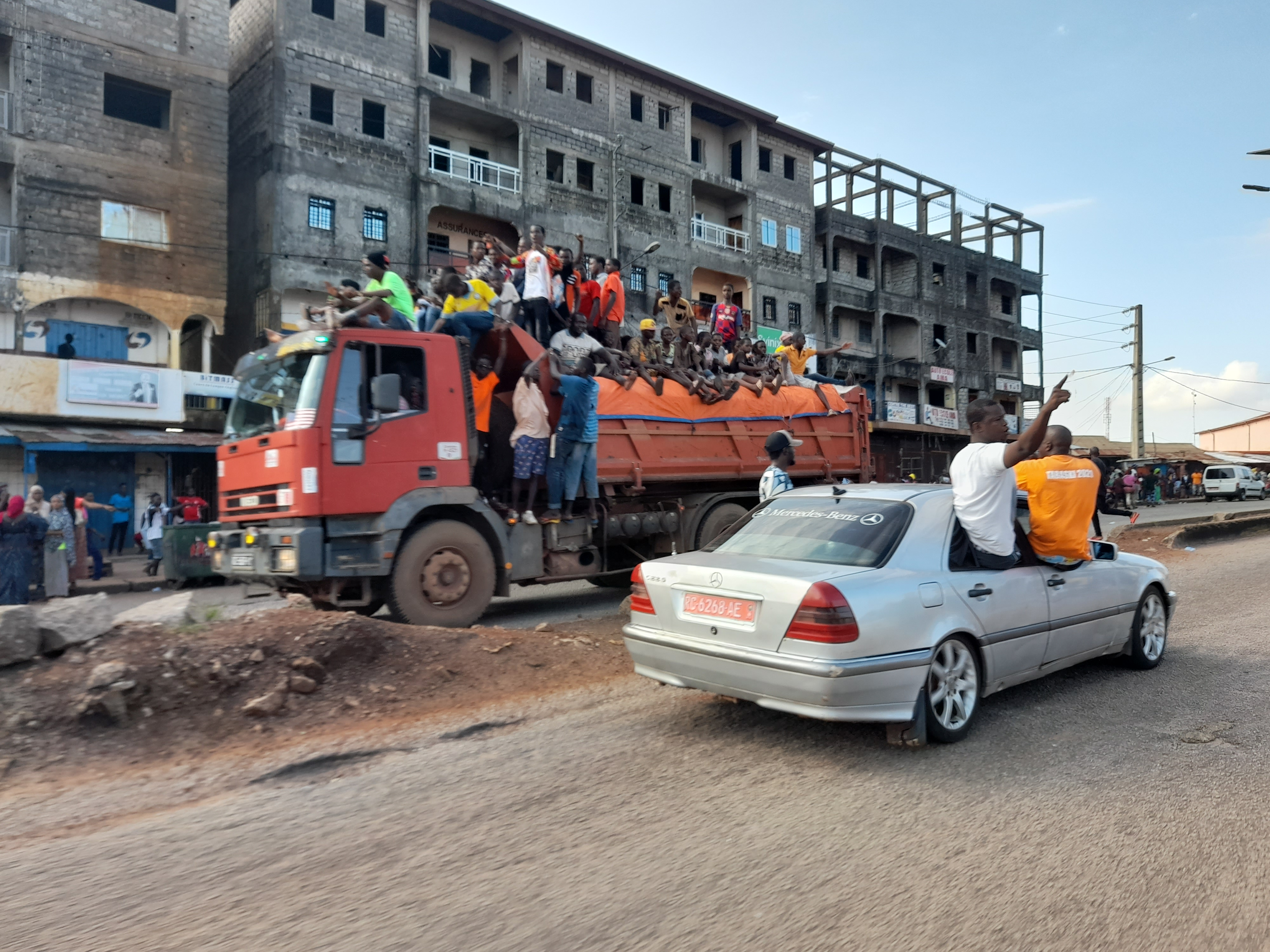
Guineanos en apoyo del golpe de Estado en un camión, 5 de septiembre de 2021

La economía en 2021 vino golpeada como la pandemia de COVID-19 se cernía sobre el país. Un mes antes de que se llevara a cabo el intento de golpe de Estado, los aumentos en los precios de la gasolina de 9.000 a 11.000  Francos guineanos (US$1,12) por litro fueron anunciados. Nuevos impuestos y aumentos de impuestos fueron aprobados en las semanas previas al golpe en un esfuerzo por equilibrar el presupuesto. El presupuesto incluía disposiciones que aumentaban la financiación de la Asamblea Nacional y los servicios presidenciales, pero cortaban parte del apoyo a las fuerzas de seguridad, como la policía y el ejército. Un diplomático occidental dijo a The Daily Telegraph que el ataque fue provocado por el gobierno que intentaba despedir a un alto miembro de las fuerzas especiales del país.

## Acontecimientos
Los disparos comenzaron alrededor de las 8 a. m. hora local cerca del Palacio Presidencial. Si bien el Ministerio de Defensa dijo que el ataque había sido contenido, aparecieron por luego fotos de Condé siendo sacado del edificio, y, poco después, pronto se publicaron videos de Condé retenido por miembros del Ejército.
El teniente coronel Mamady Doumbouya emitió una transmisión en la televisión estatal, RTG, en el que dijo que el gobierno y sus instituciones fueron disueltos, la constitución fue anulada y las fronteras de Guinea fueron cerradas. En la transmisión, dijo que el Comité Nacional de Agrupación y Desarrollo (en francés: Comité national du rassemblement et du développement, CNRD) dirigiría el país durante un período de transición de 18 meses. También dijo: “la personalización de la política, de la vida política, esta acabada”. También instaron a los trabajadores del gobierno a regresar al trabajo el lunes 6 de septiembre y ordenaron al gobierno que comparezca en una reunión a las 11:00 del 6 de septiembre, para que no sean considerados rebeldes. Doumbouya, un antiguo legionario francés que regresó a Guinea en 2018 para tomar el mando del Groupement des forces spéciales (Grupo de Fuerzas Especiales), una unidad de élite de las fuerzas armadas guineanas, según los informes, es el instigador del intento de golpe.
Doumbouya es un antiguo legionario francés que regresó a Guinea en 2018 para tomar el mando del Groupement des forces spéciales (Grupo de Fuerzas Especiales) siendo una unidad de élite de las fuerzas armadas guineanas, y que fue señalado como instigador de este intento de golpe de Estado.
Un diplomático occidental dijo a The Daily Telegraph que el ataque fue desencadenado debido a que el gobierno intentaba despedir a un alto miembro de las fuerzas especiales del país.
Después de que el presidente Condé fue depuesto, grandes multitudes vitorearon la noticia del derrocamiento en la capital y el campo. Por la noche, los líderes golpistas anunciaron un toque de queda nacional a partir de las 8 p. m. del 5 de septiembre “hasta nuevo aviso", al tiempo que se comprometieron a reemplazar a los jefes de las regiones y prefecturas con comisionados militares y reemplazando a los ministros por secretarios generales a la mañana siguiente, que ya comenzó a ocurrir en las partes interiores del país. A pesar del toque de queda, el saqueo de tiendas ocurrió en el distrito gubernamental durante la noche. En la noche del 5 de septiembre, los golpistas declararon el control sobre todo Conakry y las fuerzas armadas del país, y, según Guinée Matin, los militares controlaban completamente la administración estatal el 6 de septiembre y comenzaron a reemplazar la administración civil con su contraparte militar.
A la mañana siguiente, los golpistas reunieron a los ministros del gobierno y les ordenaron que no abandonaran el país y entregaran sus vehículos oficiales a los militares, al tiempo que prometieron consultas “para determinar la dirección general de la transición”, anunciando que un “gobierno de unidad” llevaría a cabo dicha transición y prometiendo “no hacer una caza de brujas” mientras estaban en el poder (aunque no se dieron las fechas de transición). Posteriormente fueron detenidos y transportados a la unidad militar cercana. toque de queda se levantó en las comunidades mineras la misma mañana, pero permaneció intacto para el resto del país, y la mayoría de las tiendas seguían cerradas.

## Consecuencias
Después de que llegaran las noticias del golpe de Estado, los precios del aluminio en los mercados mundiales subieron a un máximo de una década, superando el récord establecido en 2006 para los mercados chinos en medio de las preocupaciones de suministro de bauxita (Guinea es un importante productor de bauxita, la principal fuente de aluminio). En la Bolsa de Metales de Londres, el aluminio se negoció por hasta USD 2.782 por tonelada.
Un partido de clasificación para la Copa Mundial de la FIFA entre Guinea y Marruecos previsto para el 6 de septiembre fue aplazado debido al golpe. El equipo de Marruecos quedó atrapado en su hotel hasta que pudieron evacuar a un aeropuerto local. François Kamano, un delantero que fue transferido a Lokomotiv Moscú el mes anterior, no pudo regresar a Moscú para entrenar.

## Reacciones

### Nacionales

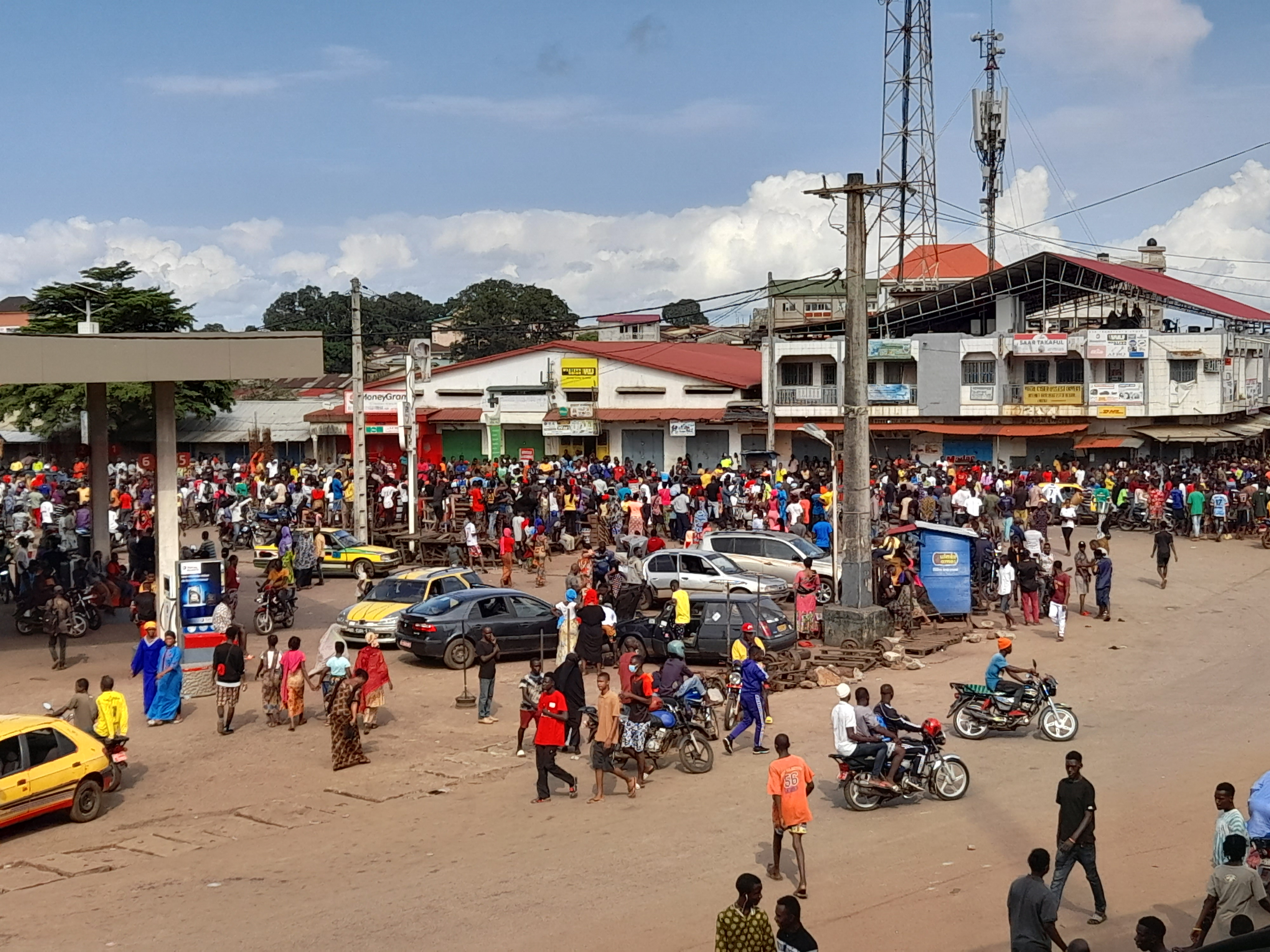
Escena de apoyo en Conakry después del golpe.

Jacques Gbonimy, jefe de la opositora Unión para el Progreso de Guinea (UPG), declaró en una entrevista a Guinée Matin que no estaba sorprendido por el golpe, sosteniendo que “se cumplieron todas las condiciones para que el ejército tomara el poder” y culpó a la mala gestión del gobierno de Condé por el derrocamiento. Si bien no apoyó ni se opuso a los golpistas, dijo que estaba satisfecho por la forma en que los militares manejaron la toma del poder. Saikou Yaya de la Unión de Fuerzas Republicanas (UFR), también en la oposición durante el régimen de Condé, ha argumentado de manera similar que el gobierno no escuchó a la oposición y al pueblo guineano condujo al golpe.
La Union syndicale des travailleurs de Guinée (USTG), la federación nacional de sindicatos, dijo que estaba observando la situación “con gran interés”, reconoció el golpe y pidió a los militares que cumplan sus promesas y ayuden a “salvar el orden económico y social” de Guinea. El Frente Nacional para la Defensa de la Constitución (FNDC), que inició las protestas contra la reforma constitucional propuesta por Condé en otoño de 2019, también “tomó nota de las declaraciones de una transferencia de poder pacífica e inclusiva”, pero dijo que “esperaba una explicación sobre los métodos”.

### Internacional

#### Organizaciones
Varias organizaciones internacionales, entre ellas la Unión Africana, la Comunidad Económica de los Estados de África Occidental (CEDEAO), la Unión Europea (UE) y las Naciones Unidas, se unieron para denunciar el intento y pedir la liberación del presidente Condé.
La CEDEAO suspendió inmediatamente la membresía de Guinea, pidió la liberación incondicional del Presidente y envió enviados a Conakry para intentar una resolución “constitucional” de la situación.

#### Países
- Bélgica: Sophie Wilmès, la ministra de Relaciones Exteriores, condenó la toma militar y pidió la liberación de los detenidos y el retorno al orden constitucional y al estado de derecho.[68]
- Burundi:  Evariste Ndayishimiye, el presidente de Burundi, ha “condenado en términos más enérgicos” el golpe y ha llamado a volver al orden constitucional.[69]
- China: Wang Wenbin, portavoz del  Ministerio de Relaciones Exteriores, condenó el golpe, pidió la liberación inmediata del presidente Condé e instó a la moderación de ambas partes al tiempo que pidió resolver el conflicto a través del diálogo y la consulta.[70]  Aunque China, durante 15 años, ha reclamado una política de “no interferencia en los asuntos internos de otros países”, depende de Guinea para la mitad del suministro de china de oro de aluminio, un suministro facilitado por los lazos de China con el presidente Condé.[71]
- Francia: El Ministerio de Europa y Asuntos Exteriores condenó el golpe y pidió la liberación inmediata del presidente Condé.[72]
- Gambia: Una declaración del Ministro de Relaciones Exteriores de Mamadou Tangara dijo que, en connidad con los principios de la Unión Africana y la CEDEAO, condenaba la toma del poder militar, pedía el miento del orden constitucional, instaba a la liberación de los dirigentes civiles y al mantenimiento del estado de derecho.[73]
- Alemania: Un portavoz del Ministerio Federal de Relaciones Exteriores ha “condenado enérgicamente el intento de tomar el poder mediante la violencia armada” y se ha puesto del lado de la CEDEAO y la Unión Africana en sus demandas de liberar incondicionalmente a Condé y otros detenidos y volver al orden constitucional.[74]
- Guinea-Bisáu: Un portavoz del Ministerio de Relaciones Exteriores dijo el 6 de septiembre que el gobierno tendría una posición oficial al día siguiente, e instó a no tomar decisiones de mal genio hasta que aparezca información concreta sobre el golpe.[75]
- Liberia: George Weah, presidente de Liberia, pidió la liberación inmediata de Alpha Condé y pidió a los nuevos líderes militares de Guinea que "se adhieran a los principios del gobierno civil y la democracia”.[76]
- México: La  Secretaría de Relaciones Exteriores condenó el golpe en los términos más enérgicos y pidió la liberación inmediata de Condé.[77]
- Nigeria: El Ministerio de Relaciones Exteriores ha declarado que el “aparente golpe de Estado” de Guinea violó las reglas de la CEDEAO e instó al país a volver al orden constitucional.[25][78]
- Turquía: La cancillería condenó el golpe y pidió la liberación del presidente, así como la restauración de su constitución.[79]
- Estados Unidos: El Departamento de Estado de Estados Unidos condenó de inmediato el golpe, advirtió contra “la violencia y cualquier medida extraconstitucional” y señaló que “podrían limitar la capacidad de los Estados Unidos y los otros socios internacionales de Guinea para apoyar al país pidiendo diálogo nacional para abordar las preocupaciones de manera sostenible y transparente para permitir un camino pacífico y democrático hacia adelante...”[80][81]